# Tufsingdal
Tufsingdal is een plaats in de Noorse gemeente Os in fylke Innlandet. De plaats ligt in het gelijknamige dal in het zuidoosten van de gemeente aan fylkesvei 28.  Het kerkje in het dorp stamt uit 1920. 
Bij het dorp ligt Femundshytta, een voormalige kopersmelterij. Sinds 2010 maakt deze deel uit van het werelderfgoedcomplex  van Røros.